# دار البانوقة

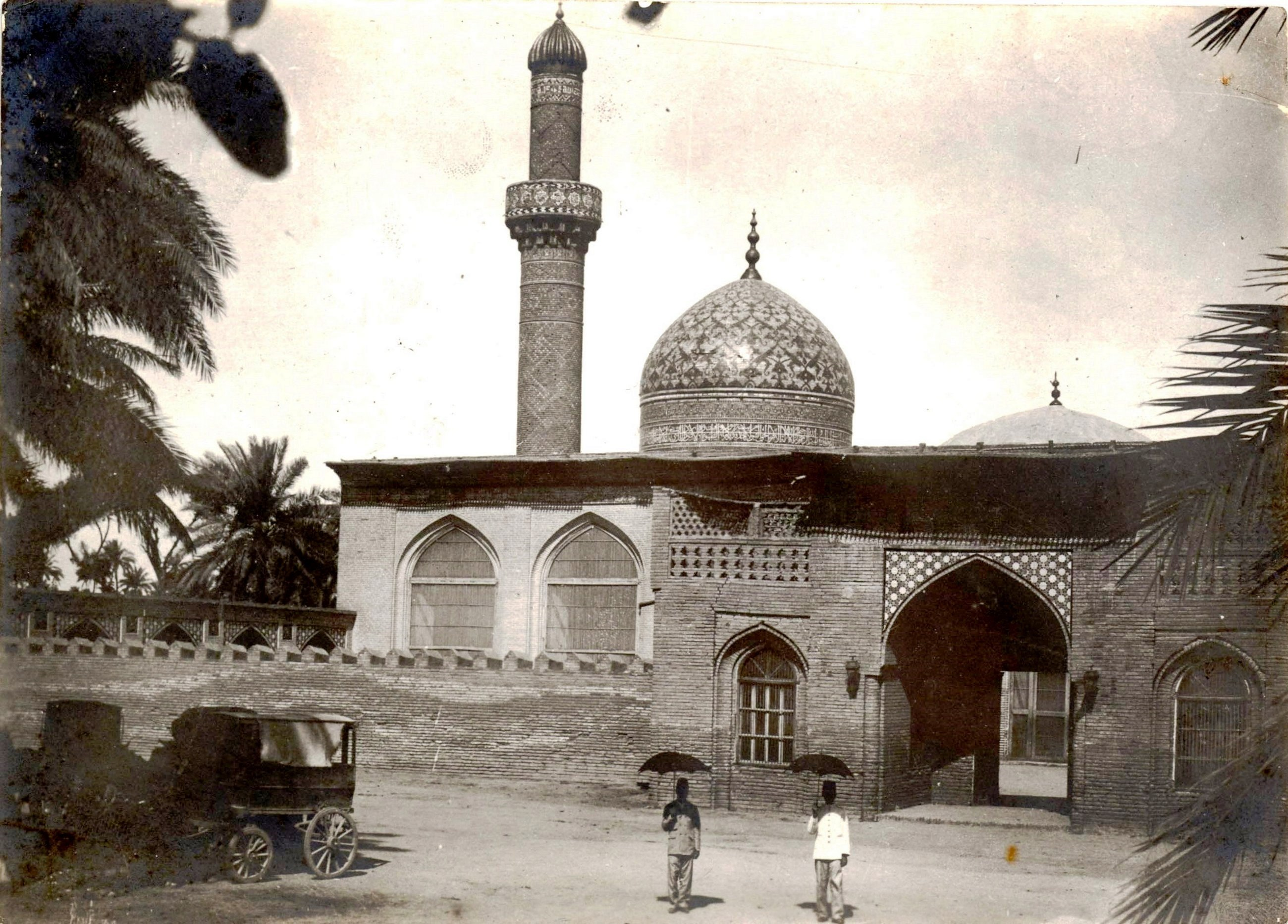
واجهة جامع الامام الأعظم أبي حنيفة في بداية القرن العشرين

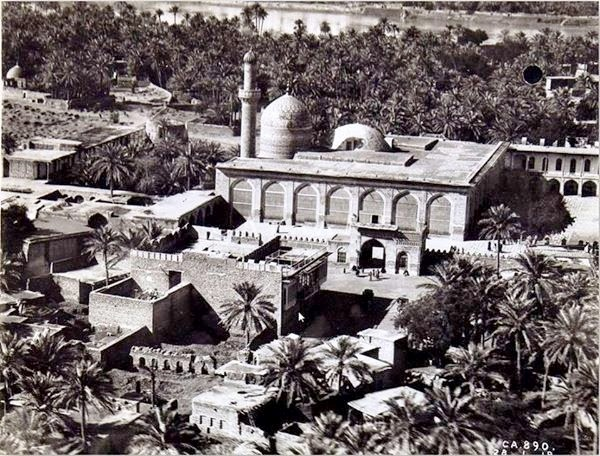
جامع الإمام أبي حنيفة في عام 1919، حيث من حوله مقبرة الخيزران التي كانت تعرف بمقبرة البانوقة نسبة إلى البانوقة بنت المهدي

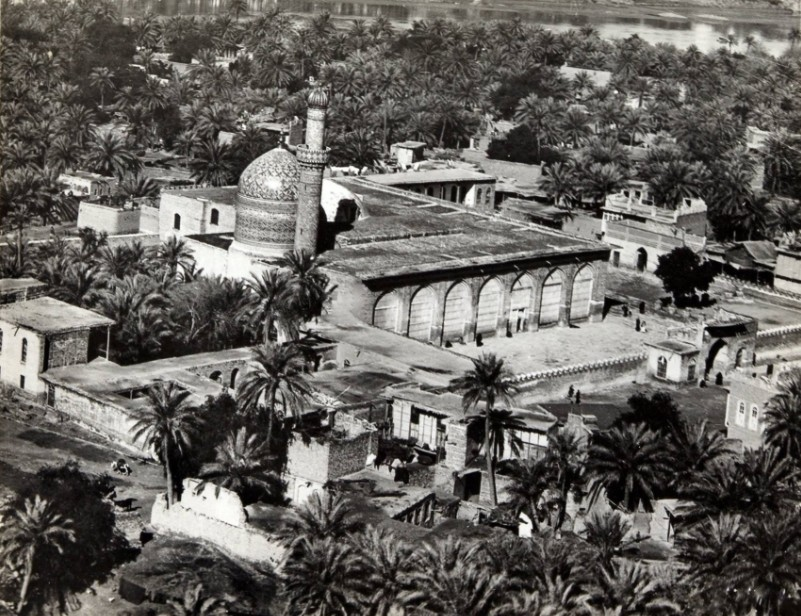
صورة جانبية لجامع الإمام أبي حنيفة في عام 1919

دار البانوقة أو البانوجة أو بانوكة، وتقع في محلة المخرم على أحد فروع نهر موسى من الجانب الشرقي من بغداد، حيث يمر هذا الفرع إلى باب سوق الدواب ثم إلى دار البانوجة ويفنى هناك، قرب جامع الإمام الأعظم حاليا في الأعظمية، فسميت الضاحية التي حول الدار بالبانوقة نسبة إلى دار البانوقة بنت الخليفة العباسي المهدي. وذكر الطبري في تاريخه، ان البانوقة قد شوهدت بين يدي والدها المهدي وصاحب الشرطة معه، عندما دخل البصرة من سكة قريش، كان عليها قباء أسود ومنطقة وشاشية ومتقلدة سيفاً في هيئة الغلمان، وقد ظهرت علامات بلوغها على ثدييها قد رفعا القباء لنهودهما.
وكانت البانوقة سمراء حسنة القد، فلما ماتت في بغداد، أظهر عليها المهدي جزعاً لم يسمع بمثله، فلم يحجب عنه أحداً، فأكثر الناس في التعازي واجتهدوا البلاغة. وقد رثاها سلم الخاسر بقوله:
والبانوقة هي أول من دفنت في مقابر الخيزران وكان ذلك موقع مقابر المجوس، ثم دفنت فيها بعد ذلك الخيزران، و محمد بن إسحاق صاحب المغازي، و النعمان بن ثابت. 
والبانوقة بنت المهدي هي أخت العباسة وسليمة وعلية والخليفة الهادي والخليفة الرشيد.